# Albatros de les Galápagos
L'albatros de les Galápagos (Phoebastria irrorata) és un gran ocell marí de la família dels diomedeids (Diomedeidae) que habita al Pacífic.

## Hàbitat i distribució
D'hàbits pelàgics, cria a les illes Galàpagos i després es dispersa aprofitant el corrent de Humboldt, cap a Equador i el Perú.